# (4038) Kristina
(4038) Kristina (1987 QH2) – planetoida z pasa głównego asteroid okrążająca Słońce w ciągu 3,64 lat w średniej odległości 2,37 j.a. Odkryta 21 sierpnia 1987 roku.